# Alkoxide

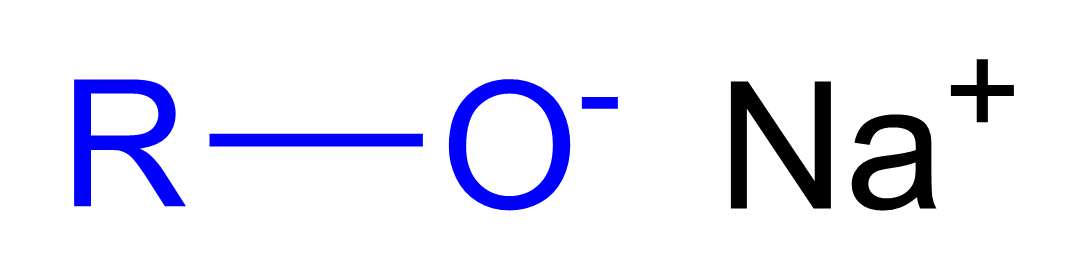
Algemene structuurformule van een natriumalkoxide, waarbij het alkoxide-anion in het blauw is aangeduid.

Een alkoxide of alkanolaat is de geconjugeerde base van een alcohol, en bestaat dus uit een organische groep verbonden met een enkelwaardig negatief geladen zuurstofatoom (schematisch: R-O−). Alkoxiden zijn sterke basen en, indien de restgroep R niet te sterk sterisch gehinderd is, goede nucleofielen en liganden. Omwille van deze eigenschappen vinden alkoxiden veel toepassingen in onder andere de organische synthese. Alkoxiden vormen doorgaans zouten met metalen; alkoxiden van overgangsmetalen worden gebruikt als coatings en in katalyse.

## Synthese
Er zijn verschillende methoden om alkoxiden te produceren, vaak afhankelijk van welke soort er gewenst is. Een klassieke methode is de reactie van een alcohol met een alkalimetaal, zoals natrium. Het metaal wordt hierbij geoxideerd tot het Na+-ion en het proton gebonden aan het zuurstof gereduceerd tot waterstofgas. Een voorbeeld is de synthese van natriummethanolaat uit methanol:
{\displaystyle {\ce {2CH3OH + 2Na -> 2CH3ONa + H2}}}
Titanium(IV)chloride (of tetrachloriden van andere metalen zoals silicium of zirkonium) reageert met alcoholen tot tetra-alkoxiden, waarbij waterstofchloride gevormd wordt:
{\displaystyle {\ce {TiCl4 + 4ROH -> Ti(OR)4 + 4HCl}}}
Verder kunnen verschillende alkoxiden bereid worden uit hun natriumzout.

## Toepassingen
Alkoxiden worden gebruikt in SN2-reacties, zoals de Williamson-ethersynthese. Alkoxiden zoals kalium-tert-butoxide worden ook veel gebruikt als basen in organische reacties. Tetraethylorthosilicaat wordt dan weer gebruikt als precursor voor siliciumdioxide, het daarbij gevormde silicanetwerk kan zich in combinatie met specifieke sjablonen organiseren in structuren met poriën, die toepassingen vinden in onder andere katalyse en adsorptie.
Een andere toepassing zijn transesterificaties. Een interessant voorbeeld van dit laatste is de productie van biodiesel met behulp van natriummethanolaat dat doorgaans ter plaatse uit methanol en natriumhydroxide bereid wordt.